# Solenopsis tenuis
Solenopsis tenuis é uma espécie de formiga do gênero Solenopsis, pertencente à subfamília Myrmicinae.
Três subespécies são descritas:
- Solenopsis tenuis delfinoi
- Solenopsis tenuis minuiscens
- Solenopsis tenuis tenuis